# エンツォ・サッキ
エンツォ・サッキ（Enzo Sacchi、1926年1月6日 – 1988年7月12日）は、イタリア、フィレンツェ出身の自転車競技（トラックレース）選手。

## 経歴
アマ時代、1952年ヘルシンキオリンピック・スプリント優勝や世界選手権自転車競技大会・スプリントで2回優勝などの実績を残し、1952年にプロ転向。しかし、世界選手権のプロスプリントでは、同胞のアントニオ・マスペスの全盛期と重なったため、一度も優勝することができなかった。
1951年
- トラックレース世界選手権 アマスプリント 優勝
- グランプリ・ド・パリ アマ部門 優勝
- グランプリ・ド・コペンハーゲン アマ部門 優勝

1952年
- ヘルシンキオリンピック
  -  スプリント 優勝
- トラックレース世界選手権 アマスプリント 優勝

1953年
- トラックレース世界選手権 プロスプリント 2位

1954年
- トラックレース世界選手権 プロスプリント 3位
- グランプリ・ド・パリ プロ部門 優勝

1955年
- イタリア選手権 プロスプリント 優勝

1958年
- トラックレース世界選手権 プロスプリント 2位

1959年
- グランプリ・ド・パリ プロ部門 優勝

1960年
- ブエノスアイレス6日間レース 優勝（+ フェルディナンド・テッルッツィ）

1962年
- パース6日間レース 優勝（+ ロナルド・マレー）